# 1996

## Події
Див. також: Категорія:1996
- 1 січня — Італія розпочала головування в Раді ЄС[1].
- квітень — Позачергові парламентські вибори в Італії 1996. Незначну перевагу отримують сили, об'єднані в «Оливкове дерево» і «Полюс свободи».

- 8—30 червня — Чемпіонат Європи з футболу в Англії.
- 1 липня — Ірландія розпочала головування в Раді ЄС[1].
- 20 серпня — Президентом США Біллом Клінтоном встановлена мінімальна заробітна плата в країні, 5.15 доларів за годину.
- 4 вересня — Колумбійські партизани атакували державні воєнні бази, у відповідь на засоби антикокаїнової війни в країні.
- вересні — у Боснії та Герцеговині під міжнародним наглядом відбулися вибори до вищих органів влади.
- 1996 — початок 1997 — пов'язані зі спробою владних структур Сербії сфальсифікувати результати виборів до місцевих органів влади, спричинили нову політичну кризу.

### В Україні
- 28 червня — Прийнято Конституцію України.
- 2 вересня — указом Президента України «Про грошову реформу в Україні» було введено в обіг національну валюту України — гривню (₴, UAH).
- Україна представлена на Олімпійських іграх в Атланті здобула 23 медалі.
- Україна приймала міжнародну олімпіаду з біології у Криму, в якій тоді брали участь близько 27 країн.
- Авраменко Олександр Миколайович отримав премію «Учитель року-1996»[2]

## Народились
Дивись також Категорія:Народились 1996
- 3 січня — Флоренс П'ю, англійська акторка.
- 15 січня — Дав Камерон, американська акторка та співачка.
- 19 січня — Рудський Іван, український російськомовний відеоблогер.
- 26 січня - Закарія Баккалі, бельгійський та марокканський футболіст.
- 28 січня — Дарія Блашко, українська біатлоністка білоруського походження.
- 3 лютого — Максим Девізоров, український актор кіно і театру.
- 9 лютого - Келлі Берглунд, американська акторка, танцюристка і співачка.
- 11 лютого — Олексій Новіков, український силач, найсильніша людина світу 2020 та 2021 років.
- 14 лютого — Віктор Коваленко, український футболіст, атакувальний півзахисник італійської «Аталанти».
- 21 лютого:
  - Андрій Гуцуляк, український музичний продюсер,  саунд-продюсер електронного гурту «TVORCHI».
  - Krutь, українська співачка та бандуристка.
- 27 лютого - Луїс Абрам, перуанський футболіст
- 2 березня — Анастасія Савчук, українська спортсменка, що виступає в синхронному плаванні. Бронзова призерка Олімпійських ігор 2020 року.
- 27 березня — Розабель Лауренті Селлерс, американсько-італійська акторка.
- 31 березня — Артем Бєсєдін, український футболіст, нападник київського «Динамо».
- 14 квітня — Ебігейл Бреслін, американська кіноакторка.
- 22 квітня — Олена Старікова, українська трекова велогонщиця, срібна призерка Олімпійських ігор 2020 року.
- 2 травня — Микола Матвієнко, український футболіст, захисник донецького «Шахтаря» та збірної України.
- 4 травня - Абду Діалло, сенегальський футболіст.
- 10 травня - Ченчо Г'єлчен, бутанський футболіст.
- 19 травня - Лука Вальдшмідт, німецький футболіст.
- 1 червня — Том Голланд, британський актор і танцюрист.
- 2 червня — Войтович Назарій, учасник Євромайдану.
- 29 червня — Євген Ламах, український актор театру та кіно.
- 12 липня — Джордан Ромеро, американський альпініст, наймолодший підкорювач семи найвищих вершин усіх континентів (2011).
- 14 липня — Єгор Козлов, український актор.
- 23 липня — Олександр Рудинський, український актор театру та кіно.
- 3 серпня — Олександр Зубков, український футболіст, правий вінгер донецького «Шахтаря» та збірної України.
- 7 серпня — Михайло Романчук, український плавець, чемпіон Європи, срібний та бронзовий призер Олімпійських ігор 2020 року. Світовий рекордсмен на дистанції 800 м вільним стилем (2020).
- 12 вересня — Колін Форд, американський актор кіно, телебачення і озвучування.
- 27 вересня — Ілля Нижник, український шахіст, гросмейстер.
- 12 жовтня - Рішедлі Базур, нідерландський футболіст.
- 9 листопада — Хіраї Момо, японська учасниця гурту «Twice» та співачка.
- 10 листопада — Мішель Андраде, українська співачка україно-болівійського походження.
- 15 листопада - Ванесса Накате, угандійська активістка за кліматичну справедливість.
- 22 листопада — Гейлі Болдвін, американська модель і телезірка.
- 10 грудня - Йонас Вінгегор, данський професійний шосейний велогонник.
- 15 грудня — Олександр Зінченко, український футболіст, півзахисник англійського «Арсеналу» та збірної України.
- 17 грудня — Антон Дудченко, український біатлоніст.
- 19 грудня - Муктар Діакабі, гвінейський футболіст.

## Померли
Дивись також Категорія:Померли 1996, Список померлих 1996 року
- 28 січня — Бродський Йосип Олександрович, російський поет, Нобелівський лауреат з літератури (1987) (*1940).
- 8 серпня — Невілл Френсіс Мотт, британський фізик, лауреат Нобелівської премії з фізики 1977 (*1905).
- 13 вересня — Тупак Шакур, американський репер.
- 22 грудня — Ляхович Микола Васильович, український історик (*1926).

- 13.08.1996 — Річард М. Гудвін[en] (1913—1996), американський математик і економіст.

- Ананьєв Володимир Іванович
- Біла Олександра Сергіївна
- Ботте Зіна
- Верещагін Федір Григорович
- Ганушевський Степан Михайлович
- Германюк Максим
- Головкін Сергій Олександрович
- Голота Володимир Васильович
- Гошовський Володимир Леонідович
- Денисов Едісон Васильович
- Дудаєв Джохар Мусайович, Президент Чеченської Республіки Ічкерія; убитий (*1944).
- Єненко Юрій Олексійович
- Іван Колос
- Клодет Кольбер
- Кречко Михайло Михайлович
- Кшиштоф Кесльовський
- Марчелло Мастроянні
- Масельський Олександр Степанович
- Невілл Френсіс Мотт
- Назаренко Григорій Павлович
- Новиченко Леонід Миколайович
- Судоплатов Павло Анатолійович
- Сулименко Петро Степанович
- Третьяков Роберт Степанович
- Франсуа Міттеран
- Шаповаленко Володимир Павлович
- Шафета Полікарп Гервасійович
- Шевченко Федір Павлович
- Шелест Петро Юхимович
- Елла Фіцджеральд

## Нобелівська премія
- З фізики: Девід Лі, Дуглас Ошеров та Роберт Річардсон — «За відкриття надплинності гелію-3»
- З хімії: Роберт Керл, Гаролд Крото та Річард Смолі — «За відкриття фулеренів»
- З медицини та фізіології: Пітер Догерті; Рольф Цинкернагель — «За відкриття, пов'язані зі специфічністю клітинного імунітету»
- З економіки: Джеймс Міррліс, Вільям Вікрі — «За фундаментальний внесок в економічну теорію стимулів в умовах асиметричної інформації»
- З літератури: Віслава Шимборська (Wislawa Szymborska) — «За поезію, що з іронічною точністю зображує історичні та біологічні явища в контексті реальності людства»
- Нобелівська премія миру: Карлуш Феліпе Шіменеш Белу та Жозе Рамуш-Орта — «За зусилля у напрямку справедливого і мирного вирішення конфлікту у Східному Тиморі»

## Шевченківська премія
| - Агеєва Віра Павлівна - Базилевський Володимир Олександрович - Бійма Олег Іванович - Богданович Олексій Володимирович - Балей Вірко Петрович - Гронський Володимир Петрович - Дегтярьова Зінаїда Миколаївна - Дончик Віталій Григорович | - Жиленко Ірина Володимирівна - Зноба Валентин Іванович - Зоценко Олексій Миколайович - Іванченко Раїса Петрівна - Ковалів Юрій Іванович - Кравченко Андрій Євгенович - Мельник Володимир Олександрович - Міняйло Віктор Олександрович - Моренець Володимир Пилипович | - Наєнко Михайло Кузьмович - Нарбут Данило Георгійович - Петриненко Тарас Гаринальдович - Сумська Ольга В'ячеславівна за серіал «Роксолана». - Хостікоєв Анатолій Георгійович за серіал «Роксолана». - Чорновіл В'ячеслав Максимович - Штонь Григорій Максимович - Янівський Богдан-Юрій Ярославович - Яремчук Назарій Назарович |

## Державна премія України в галузі науки і техніки1996
Список лауреатів див. Лауреати Державної премії України в галузі науки і техніки (1996).